# Bit més significatiu
En electrònica digital, el bit més significatiu, sovint abreujat msb segons el terme anglés most significant bit, és el bit, que d'acord amb la seva posició, té el major valor. De vegades, es fa referència al MSB com el bit de l'extrem esquerre.
Referint-se als bits específics dins d'un nombre binari, a cada bit se li assigna un número d'ordre de bit, creant un rang des de zero a n (depenent del nombre de bits del nombre). Per extensió, els bits més significatius (plural) són els bits de major pes del nombre més proper al msb, inclòs el msb. El MSB, escrit en majúscules, també pot significar «Byte Més Significatiu» (Most Significant Octet). En una representació numèrica de múltiples bytes, el MSB és el byte de major pes. Depenent de si el processador és little endian o big endian,
 el byte més significatiu s'emmagatzema, respectivament, en la posició més alta o en la posició més baixa de la memòria.